# The Game of Love (album)
The Game of Love är ett musikalbum av Helena Paparizous som släpptes den 25 oktober 2006. Låten Heroes spelades på invigningen av Europamästerskapen i friidrott 2006. Skivan gick in på de svenska listorna nästan direkt efter den släpptsoch låg som bäst på 18:e plats.

## Låtlista
1. Gigolo
2. Somebody's Burning (Put The Fire Out)
3. The Game Of Love
4. Mambo
5. Carpe Diem (Seize The Day)
6. Teardrops
7. Let Me Let Go
8. Heroes
9. It's Gone Tomorrow (Iparhi Logos)
10. Heart Of Mine
11. You Set My Heart On Fire
12. Voulez Vous ?
13. Seven Days
14. Oti Axizi Ine I Stigmes (Le Bonheur)